# Montescourt-Lizerolles
Montescourt-Lizerolles är en kommun i departementet Aisne i regionen Hauts-de-France i norra Frankrike. Kommunen ligger  i kantonen Saint-Simon som ligger i arrondissementet Saint-Quentin. År 2022 hade Montescourt-Lizerolles 1 619 invånare.

## Befolkningsutveckling
Antalet invånare i kommunen Montescourt-Lizerolles
Referens: INSEE